# Sinonyx jiashanensis
Il sinonice (Sinonyx jiashanensis) è un mammifero estinto, appartenente agli acreodi. Visse nel Paleocene superiore (circa 60 milioni di anni fa) e i suoi resti sono stati ritrovati in Cina.

## Descrizione
L'aspetto di questo animale doveva essere piuttosto simile a quello di un lupo. Le zampe, però, erano più corte e stranamente dotate di zoccoli anziché di artigli. Il grosso cranio, invece, possedeva un muso molto sviluppato in lunghezza. Vi erano 44 denti differenziati (il classico numero di denti basilare per i mammiferi); in particolare i molari erano molto stretti e taglienti, con cuspidi multiple.

## Classificazione
Il sinonice appartiene agli acreodi (o mesonichidi), un gruppo di mammiferi arcaici simili a lupi che a volte sono ritenuti gli antenati dei cetacei. Il muso allungato e i molari stretti e taglienti di Sinonyx jiashanensis, in particolare, richiamano notevolmente quelli dei cetacei primitivi come Pakicetus e Ambulocetus.
Recenti studi molecolari, però, hanno fatto supporre che gli antenati dei cetacei non vadano ricercati tra i mesonichidi ma tra gli artiodattili, in particolare tra il gruppo vicino all'origine degli ippopotami. La scoperta di animali “di transizione” come Indohyus, inoltre, sembrerebbero confermare questa teoria.